# Yves Huts
Yves Huts (ur. 21 maja 1979), znany również jako Enuresor i Yvel – belgijski muzyk, kompozytor, inżynier dźwięku i multiinstrumentalista. W 1989 roku podjął naukę gry na fortepianie. W 1995 rozpoczął naukę gry na gitarze, a rok później na gitarze basowej. W 1997 roku dołączył jako gitarzysta i keyboardzista do melodic deathmetalowej grupy Axamenta. Wraz z zespołem nagrał wydany w 1999 roku minialbum pt. Nox Draconis Argenti oraz album Codex Barathri z 2001 roku. W latach 2002–2012 basista holenderskiej formacji Epica.
Huts współpracował ponadto z zespołami Ecliptica i Gurthang, uczestniczył także w projekcie Road to Consciousness. 

## Instrumentarium
- Ampeg Head SVT350H[6]
- Ampeg Cabinet SVT410HLF[6]
- Yamaha Bass[6]
- Sansamp bassdriver DI[6]
- Korg DTR 1000 tuner[6]
- Dunlop Pics[6]
- Ernie Ball Regular Slinky 5-string Nickel Wound .045 - .130 strings[6]
- Sennheiser wireless system[6]
- Sennheiser in ear monitoring[6]

## Dyskografia
- Axamenta – Nox Draconis Argenti (EP, 1999, wydanie własne)
- Axamenta – Codex Barathri (2001, The Last Shivering Planet Company)
- Epica – The Phantom Agony (2003, Transmission Records)
- Epica – Consign to Oblivion (2005, Transmission Records)
- Epica – The Score - An Epic Journey (2005, Transmission Records)
- Epica – The Divine Conspiracy (2007, Nuclear Blast)
- Epica – Design Your Universe (2009, Nuclear Blast)
- Road to Consciousness - Road to Consciousness (2011, Fakto Records)